# Sophia Karp
Sophia Karp (n. Sara Segal, n. 1861, Galați, România – d. 31 martie 1904, New York City, New York, SUA), cunoscuta si ca Sophie Goldstein, Sofia Carp sau Sophie Karp, a fost o actriță română, prima actriță in limba idiș.